# Avrechy
Avrechy är en kommun i departementet Oise i regionen Hauts-de-France i norra Frankrike. Kommunen ligger i kantonen Clermont som tillhör arrondissementet Clermont. År 2022 hade Avrechy 1 154 invånare.

## Befolkningsutveckling
Antalet invånare i kommunen Avrechy
| Referens: INSEE |